# Kevin McCall
Kevin Lamar McCall, Jr. (nascido em 25 de julho de 1985), mais conhecido como Kevin McCall ou K-Mac , é um cantor americano, compositor, produtor e rapper assinou com a Universal Music Group e CBE (Chris Brown Entertainment). Ele escreveu sobre "Last Train to Paris", e foi nomeado com Chris Brown (cantor) por Deuces no Grammy Awards de 2011.